# Slavomír Lábsky
Slavomír Lábsky (* 24. prosince 1970 Bratislava), známý pod přezdívkami Busy, Busy Soft & Hard, Busysoft, Busy Soft a Busy software, je programátor. Je známý jako tvůrce programů pro počítače Sinclair ZX Spectrum, ale než si pořídil první počítač, programoval v BASICu na počítačích PMD 85. První počítač, který vlastnil, byl počítač Delta, který si koupil v únoru 1987, ovšem už v listopadu 1988 ho prodal a koupil si Sinclair ZX Spectrum +2. Počítač SAM Coupé si koupit neplánoval, měl vůči jeho hardware několik výhrad. V roce 1992 uvažoval o pořízení si počítače IBM PC, ale v té době si ještě vystačil se ZX Spectrem a i kdyby si v té době počítač IBM PC pořídil, nejspíše by ho využíval jenom jako harddisk nebo pomocný procesor k ZX Spectru.
Je autorem ochrany proti kopírování kazet, kterou na kazetách používala společnost Ultrasoft. Jeho nejoblíbenějšími časopisy byly Fifo a Znamenia doby.
Absolvoval Strednou priemyselnou školu elektrotechnickou v Bratislavě, kterou úspěšně dokončil ve školním roce 1988/89.

## Tvorba
Prvnímy programy, které počítače ZX Spectrum vytvořil, byl jednoduchý kreslící program a střílečka Traf ma!. Hlavně tvořil dema a systémové programy (matematické programy, ovladače tiskáren BT100 a Tesla NL 2805) a je spoluautorem některých komprimačních programů. Když zjistil, že u ZX Spectra je možné v jednom atributovém čtverci 8 × 8 bodů mít pouze dvě barvy, naprogramoval program 4 colours, který v jednom atributovém čtverci vykreslil čtyři čtverečky každý jinou barvou a po něm mnoho dalších programů, které v okraji obrazu nebo v zobrazovacím okně počítače kreslily obrázky, které jsou mimo standardní grafické možnosti ZX Spectra (mimo jiné dema Hercules, MDA demo a Overscan).
Poté, co mu jeho kamarád v roce 1988 ukázal na počítači C64 program Song in hires, který vykresloval na obrazovce různé čáry a k tomu hrál hudbu, si zjistil podle jakých vztahů se čáry pohybovaly a v srpnu naprogramoval nultou verzi programu Song in lines, tehdy ještě pod názvem Super lines. V té době měl ještě počítač Delta, takže tato verze byla bez hudby. První verze Song in lines vznikla poté, co na počítači ZX Spectrum +2 uslyšel hudby z Fuxoft Soundtrack 1, které do Song in lines použil, v této verzi inovoval grafiku a doplnil nové funkce. Jak se postupně objevovaly Fuxoft Soundtrack 2, 3 a 4 vydával další verze Song in lines. Každá další verze měla nové možnosti a rychlejší grafiku a čtvrtá verze se už ani nepodobala původnímu Song in hires. Poté, co Fuxoft přešel na počítače Amiga, použil do páté verze Song in lines kromě hudby z Fuxoft Soundtrack 4 ještě hudby z Voodoo music pack. Pátá verze už byla ale tak velká, že vyžadovala více než 48 KiB paměti, proto vydal ještě zkrácenou verzi pro počítače se 48 KiB paměti, která neobsahovala Fukovu hudbu, speciální loader a úvodní efekt.
Programování her se zvlášť nevěnoval, vytvořil pouze několik jednoduchých her.

### Vytvořené programy pro Sinclair ZX Spectrum
- Memory Resident System - není autorem úplně první verze, ale po první verzi ho začal vylepšovat[1]
- Seek memory monitor
- Tape code 3.2
- Recorder Justage
- 4 colours
- Hercules
- MDA demo
- Overscan
- Interlace
- Song in lines
- Genius 18 – program, který dokáže s hráčem vést rozhovor na jakékoliv téma[5]

## Hardware
Slavomír Lábsky se zabývá také hardwarem ZX Spectra. Poté, co si pořídil ZX Spectrum +2, vyvedl si zvuk z čipu AY-3-8912 na ACB stereo. K ZX Spectru si postavil interface se dvěma obvody 8255 a akumulátorem zálohovanou externí paměť RAM o velikosti 64 KiB stránkovanou po 16 KiB místo jeho paměti ROM. Kromě toho navrhl desku řadiče disku, kterou mu pro nedostatek času vyrobil MDV, a k počítači připojil obvod Z80 DMA. Postavil si 8bitový D/A převodník a plánoval si udělat jednočipový A/D převodník a akumulátorem zálohované hodiny reálného času. S kamarádem uvažovali o připojení zvukového procesoru ze SAMa Coupé nebo z C64, ale od tohoto záměru upustili.
Společně s MDV je autorem prototypu řadiče disketových jednotek MB-02+.